# The Hunting Party
„The Hunting Party“ е шестият албум на Линкин Парк. Той е пуснат на 13 юни 2014 г. Продуциран е от Майк Шинода и Брад Делсън и е първият албум от Meteora,
който не е продуциран от Рик Рубин. В него участват и членове на други групи: Дарън Малакян от System of a Down, Пейдж Хамилтън от Helmet, Том Морело от
Rage Against the Machine и рапърът Раким от хип-хоп дуото Eric B. & Rakim.
Линкин Парк промотираха албума в турне заедно с Thirty Seconds to Mars и AFI, наречено Carnivores Tour.
В първата седмица от пускането му албумът дебютира на трето място в класацията Billboard 200 и са продадени 110 хиляди копия. От него са продадени над 900 хиляди копия.

## Музикален стил на албума
За разлика от предишните два албума на групата, в този песните са предимно в стил хардрок и метъл.
Групата споделя, че с този албум се връща към по-твърдия рок (метъл), който са изпълнявали от Hybrid Theory и Meteora.

## Списък на песните
- 1. „Keys to the Kingdom“ – 3:38
- 2. „All for Nothing“ (с участието на Page Hamilton) – 3:33
- 3. „Guilty All the Same“ (с участието на Rakim) – 5:55
- 4. „The Summoning“ – 1:00
- 5. „War“ – 2:11
- 6. „Wastelands“ – 3:15
- 7. „Until It's Gone“ – 3:53
- 8. „Rebellion“ (с участието на Daron Malakian) – 3:44
- 9. „Mark the Graves“ – 5:05
- 10. „Drawbar“ (с участието на Tom Morello) – 2:46
- 11. „Final Masquerade“ – 3:37
- 12. „A Line in the Sand“ – 6:35